# Pentinsaari (ö i Norra Savolax, Nordöstra Savolax)
Pentinsaari är en ö i Finland.   Den ligger i kommunen Kuopio (tidigare Juankoski)  i den ekonomiska regionen  Nordöstra Savolax ekonomiska region  och landskapet Norra Savolax, i den centrala delen av landet, 400 km nordost om huvudstaden Helsingfors.